# (9066) 1993 FR34
(9066) 1993 FR34 là một tiểu hành tinh vành đai chính. Nó được phát hiện bởi UESAC ở Đài thiên văn La Silla ở Chile ngày 19 tháng 3 năm 1993.